# Onthophagus belinga
Onthophagus belinga là một loài bọ cánh cứng trong họ Bọ hung (Scarabaeidae).